# Entry Sequenced Data Set
Entry Sequenced Data Set (ESDS) es un tipo de organización de datos usado en VSAM, un sistema de ficheros de IBM. El acceso a cada registro se realiza en orden secuencial, es decir, el orden en el que fueron escritos en el fichero. Debido a eso, para acceder a un registro en particular es necesario buscar a través de todos los registros hasta encontrarlo o bien conocer su dirección física (el número de bytes desde el inicio). ESDS es considerablemente lento, por lo cual se hicieron necesarias nuevas organizaciones de datos más rápidas. 